# Pancho Villa (boxe anglaise)
Pour les articles homonymes, voir Pancho Villa (homonymie) et Villa (homonymie).
Pancho Villa, de son vrai nom Francisco Guilledo, est un boxeur philippin né le  1er août 1901 à Iloilo City et mort le 14 juillet 1925.

## Carrière
Il devient champion du monde poids mouches après sa victoire par KO au 7e round contre Jimmy Wilde le 18 juin 1923. Villa conserve son titre aux points face à Benny Schwartz, Frankie Ash et Clever Sencio avant d'être à son tour battu par Jimmy McLarnin le 4 juillet 1925. Il meurt le 14 juillet 1925, 10 jours après sa défaite. Le titre qui n'était pas en jeu est alors déclaré vacant. Il sera remporté le 22 août 1925 devant 25 000 spectateurs par Fidel LaBarba aux dépens du champion des États-Unis Frankie Genaro.

## Distinction
- Pancho Villa est membre de l'International Boxing Hall of Fame depuis 1994[3].